# Ефект на Магнус
Ефектът на Магнус е наблюдаемо явление, което се свързва с въртящ се обект, който преминава през въздух или друг флуид. Траекторията на въртящото се тяло се променя по начин, който не е на лице, ако тялото не се върти. Това отклонение се обяснява от разликата в налягането на флуида върху различните страни на въртящото се тяло.
Явлението може лесно да се наблюдава, когато въртящ се цилиндър (или сфера) се отклони от траекторията, по която иначе би поел, ако не се върти. Ефектът се използва често от футболисти, бейзболисти и други спортисти. Феноменът е важен при изучаването на физиката на много спортове с топка. Той е значителен фактор при изследването на въртенето на управляемите ракети и има инженерни приложения, например при проектирането кораби с роторни ветрила.
Топспинът в игрите с топка представлява въртене около хоризонтална ос, перпендикулярна на посоката на движение, което движи горната част на топката по посоката на движение. По влиянието на ефекта на Магнус, топспинът създава снижаване у движещата се топка, което е по-голямо от това на гравитацията. Бекспинът създава сила нагоре, която удължава полета на топката. По подобен начин, спинът отстрани води до хоризонтално отклонение.
Ефектът на Магнус е кръстен в чест на германския физик Хайнрих Густав Магнус, който го изучава. Силата, действаща върху въртящия се цилиндър, е позната като подемна сила на Жуковски, кръстена в чест на Николай Жуковски, който първи я анализира.

## Физика
Интуитивно разбиране на явлението може да се изведе от третия закон на Нютон – отклоняващата сила върху тялото е реакция към отклонението, което тялото налага на въздушния поток. Тялото избутва въздуха в една посока, а въздухът избутва тялото в другата посока. Това е ъглово отклонение в потока на флуида зад на тялото.
Лайман Бригс провежда проучване с помощта на аеродинамичен тунел относно ефекта на Магнус върху бейзболните топки, а други изследователи правят изображения на ефекта. Проучванията показват, че турбулентна следа зад въртящата се топка създава аеродинамично челно съпротивление, а в следата се наблюдава ъглово отклонение в посока на въртенето.
Процесът, чрез който се развива турбулентна следа зад тялото, е сложен, но добре изучен. Тънкият пограничен слой се откъсва от тялото в даден момент, при което започва да се образува следата. Въпросният слой може да е турбулентен или не, като това оказва значително влияние върху образуването на следата. Малки вариации в повърхностните условия на тялото могат да повлияят на настъпването на следообразуването.
Счита се, че дори самият Магнус погрешно е счел, че триенето на кожата и вискозитетът са причината за ефекта. Такова въздействие е физически възможно, но прекалено малко, за да породи ефект на Магнус. В определени случаи, причините за ефекта на Магнус могат да породят отклонение, което е противоположно на това на ефекта на Магнус.
В случая на цилиндър, става въпрос за подемна сила на Жуковски. Тя може да бъде анализирана по отношение на вихъра, създаден от въртенето. Повдигането на цилиндъра за единица дължина, FL, е произведението на скоростта v (m/s), плътността флуида ρ (kg/m3) и силната на вихъра, образуван от въртенето, G:
{\displaystyle {\frac {F}{L}}=\rho vG,}
където силата на вихъра е:
{\displaystyle G=(2\pi r)^{2}s=2\pi r^{2}\omega ,}
където s е въртенето на цилиндъра (оборота за секунда), ω е ъгловата скорост на цилиндъра (rad/s), а r е радиусът на цилиндъра (m).